# Allwinner Technology

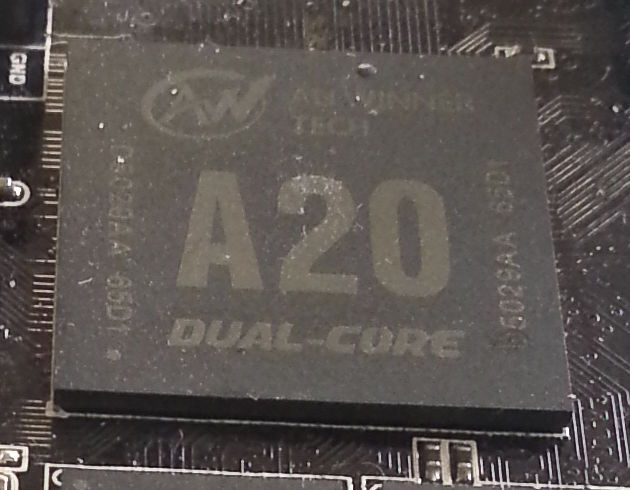
Der Allwinner-A20-Chip

Allwinner Technology Co., Ltd.  ist ein 2007 gegründeter chinesischer Fabless-Halbleiterhersteller mit Hauptsitz in Zhuhai in der Provinz Guangdong. Die Firma verfügt zusätzlich über ein Technologiezentrum in Shenzhen sowie ein Logistikzentrum in Hongkong. Das Unternehmen stellt hauptsächlich auf Arm-Architektur basierende Ein-Chip-Systeme (SoC), Videoprozessoren und Einplatinencomputer her. Einsatz finden diese Ein-Chip-Systeme in Smartphones,
Tablet-Computer, Set-Top-Boxen, Videokameras und Videosysteme im Automobilbereich.
Bekannte Ein-Chip-Systeme sind der Einkernprozessor Allwinner A10, der auf dem Cortex A8 basiert und die Mehrkernprozessoren Allwinner A20 (Dual-Core) und Allwinner A31(s) (QuadCore), jeweils mit Cortex-A7-Design. Der Allwinner A10 wird unter anderem auf dem Cubieboard und der A20 auf dem Cubieboard2, dem Cubietruck und dem Banana Pi verwendet.

## GPL-Verletzungen
Allwinner ist bereits mehrfach durch Verstöße gegen die Lizenzbedingungen der GPL aufgefallen.

## OpenBSD-Unterstützung
Wegen der Portierung von OpenBSD auf die Armv7-Mikroprozessor-Architektur kann es auf verschiedenen Allwinner A1x/A20 basierenden Ein-Chip-Systemen installiert werden. Das Projekt OpenBSD/armv7 besteht seit 2013.

## Produktübersicht der Arm-SoCs
| SoC  | Zahl der Kerne | CPU-Core                                   | GPU                   | VPU    | Videodecoder | Videoencoder                                          | Gehäuse                               | Anwendungen                  | Beispiele |
| ---- | -------------- | ------------------------------------------ | --------------------- | ------ | ------------ | ----------------------------------------------------- | ------------------------------------- | ---------------------------- | --- |
| A10  | 1              | Arm Cortex A8                              | Mali-400              | CedarX | 2160p        | H.264 1080p @ 30 fps                                  | BGA441 19 mm × 19 mm, 0,80 mm Pitch   | Tablet, Smart TV             | Cubieboard, Gooseberry, MarsBoard |
| A10s | 1              | Arm Cortex A8                              | Mali-400              |        | 1080p        | H.264 1080p @ 30 fps                                  | BGA336 14 mm × 14 mm, 0,65 mm Pitch   | HDMI-Stick                   | OLinuXino A10S |
| A12  | 1              | Arm Cortex A8                              | Mali-400              |        | 1080p        | H.264 1080p @ 30 fps                                  | BGA336 14 mm × 14 mm, 0,65 mm Pitch   | Smartphone                   | |
| A13  | 1              | Arm Cortex A8                              | Mali-400              |        | 1080p        | H.264 1080p @ 30 fps                                  | eLQFP176 20 mm × 20 mm                | Tablet, E-Reader             | CCE Motion Tab TR71, OLinuXino A13, LaMetric Time |
| A20  | 2              | Arm Cortex A7                              | Mali-400MP2           | CedarX | 2160p        | H.264 1080p @ 30 fps                                  | BGA441 19 mm × 19 mm, 0,80 mm Pitch   | Tablet, Smart TV             | Cubieboard2, Cubietruck, Banana Pi, Vivaldi Tablet, OLinuXino A20, MSI Primo 73, ampe a65, Apical M7098, RF M722JH, Bmorn K80, 10moons X6, MarsBoard, pcDuino, GoTab GBT10 |
| A23  | 2              | Arm Cortex A7                              | Mali-400MP2           |        | 1080p        | H.264 1080p @ 30 fps                                  | BGA280 14 mm × 14 mm 0,80 mm Pitch    |                              | |
| A31  | 4              | Arm Cortex A7                              | PowerVR SGX544MP2     | CedarX | 4K           | H.264 1080p @ 60 fps                                  | BGA609 18 mm × 18 mm, 0,65 mm Pitch   | Tablet, Smartphone, Smart TV | Readboy G50, GoClever Orion 70, Foxconn InFocus, Mele A1000G，Onda V972, Ployer MOMO19HD, Bmorn K23, Ampe A10 Flagship, Epudo ES1006Q, A31-µQ7 SoM                         |
| A31s | 4              | Arm Cortex A7                              | PowerVR SGX544MP2     |        | 2160P        | H.264 1080p @ 30 fps                                  | BGA460 18 mm × 18 mm, 0,80 mm Pitch   | Tablet, Smart TV             | iView CyberPad iView-788TPC, MSI Primo81, Teclast P88s mini, Ainol Novo 9 Firewire, Apical M7853, Ployer momo mini, Gajah MD7019, JWD m785, MELE AHD10A04, HP 8            |
| A33  | 4              | Arm Cortex A7                              | Mali-400MP2           |        | 1080p        | H.264 1080p @ 30 fps                                  | BGA282 14 mm × 14 mm, 0,80 mm Pitch   | Tablet                       | |
| A40i | 4              | Arm Cortex A7                              | Mali-400MP2           |        | 1080p        | H.264 1080p @ 45 fps                                  |                                       |                              | |
| A50  | 4              | Arm Cortex A7                              | Mali-400MP2           |        | 1080p        | H.264 1080p @ 60 fps                                  |                                       |                              | |
| A80  | 8              | big.LITTLE: Arm Cortex A15 + Arm Cortex A7 | PowerVR G6230 (Rogue) |        | 4K           | H.265/VP9 1080p @ 30 fps, H.264 HP/VP8 4K×2K @ 30 fps | FCBGA636 19 mm × 19 mm, 0,65 mm Pitch | Tablet, Smartphone, Smart TV | Cubieboard4, PCDuino 8, Onda V989, Tronsmart Draco AW80, A80-Q7 SoM |
| A83T | 8              | Arm Cortex A7                              | PowerVR SGX544        |        | 1080p        | H.264 1080p @ 30 fps                                  | FCBGA345 14 mm × 14 mm, 0,28 mm Pitch |                              | Banana PI M3 |
| A63  | 4              | Arm Cortex A53                             | Mali-T760MP2          |        | 4K           | H.264 1080p @ 30 fps                                  |                                       | Tablet                       | |
| A64  | 4              | Arm Cortex A53                             | Mali-400MP2           |        | 4K           | H.265/VP9 1080p @ 30 fps, H.264 HP/VP8 4K×2K @ 30 fps |                                       | Tablet                       | Banana Pi M64 |
| A133 | 4              | Arm Cortex A53                             | PowerVR GE8300        |        | 4K           | H.264 1080p @ 60 fps, MJPEG/JPEG Baseline 4K @ 15 fps |                                       | Tablet                       | |

| SoC  | Zahl der Kerne | CPU-Core       | GPU            | Videodecoder                                                                                              | Videoencoder                               | Gehäuse                                     | Anwendungen               | Beispiele                                                                                            |
| ---- | -------------- | -------------- | -------------- | --- | ------------------------------------------ | ------------------------------------------- | ------------------------- | --- |
| H2   | 4              | Arm Cortex A7  | Mali-400MP2    | 1080p @ 60 fps                                                                                            | H.264 1080p @ 30 fps                       |                                             | OTT box, IoT, DIY boards  | Orange PI Zero, NanoPi Duo, Banana Pi M2 Zero                                                        |
| H3   | 4              | Arm Cortex A7  | Mali-400MP2    | 1080p @ 60 fps, 4K H.265 @ 30 fps                                                                         | H.264 1080p @ 30 fps                       | FBGA347, 14 mm × 14 mm, 0,65 mm Pitch       | OTT box, IoT, DIY boards  | Zidoo X1, Tronsmart Draco H3, Orange Pi PC, NanoPi NEO, NanoPi Duo2                                  |
| H8   | 8              | Arm Cortex A7  | PowerVR SGX544 | 1080p @ 60 fps, 1080p H.265/VP9 @ 30 fps                                                                  | H.264 1080p @ 60 fps                       | FCBGA345, 14 mm × 14 mm                     | OTT box, IoT, DIY boards  | Cubieboard 5                                                                                         |
| H64  | 4              | Arm Cortex A53 | Mali-400MP2    | H.264/H.265                                                                                               | H.264 1080p @ 60 fps                       | BGA396, 15 mm × 15 mm, 0,65 mm Pitch        | OTT box, IoT, DIY boards  | Orange Pi Win, Orange Pi Win Plus                                                                    |
| H5   | 4              | Arm Cortex A53 | Mali-450MP4    | H.264/H.265 4K @ 30 fps, VP8 1080p @ 60 fps                                                               | H.264 1080p @ 60 fps                       | FBGA347, 14 mm × 14 mm, 0,65 mm Pitch       | OTT box, IoT, DIY boards  | Orange Pi Zero Plus, Orange Pi PC2, Orange Pi Prime, NanoPi NEO2, NanoPi NEO Plus2, NanoPi NEO Core2 |
| H6   | 4              | Arm Cortex A53 | Mali-T720MP2   | H.265/HEVC 4K @ 60 fps, H.264/AVC VP9 4K @ 30 fps, VP6/VP8 1080P @ 60 fps                                 | H.264 BP/MP/HP@level 4.2 4K @ 30 fps       | BGA451, 15 mm × 15mm, 0,65 mm pitch         | OTT, DVB and IPTV markets | Zidoo H6 Pro, Orange Pi One Plus, Orange Pi Lite 2, Orange Pi 3                                      |
| H313 | 4              | Arm Cortex A53 | Mali-G31MP2    | H.265 4K @ 60 fps, H.264 BP/MP/HP@level 4.2 VP9 4K @ 30 fps, VP8 1080P @ 60 fps                           | H.264 BP/MP/HP 1080p @ 60 fps              | TFBGA284, 14 mm × 12 mm, 0,65 mm ball pitch | OTT box                   | |
| H616 | 4              | Arm Cortex A53 | Mali-G31MP2    | H.265 4K @ 60 fps, 6K @ 30 fps, VP9 4K @ 60 fps, H.264 BP/MP/HP@level 4.2 4K @ 30 fps, VP8 1080P @ 60 fps | H.264 BP/MP/HP 4K @ 25 fps, 1080p @ 60 fps | TFBGA284, 14 mm × 12 mm, 0,65 mm ball pitch | OTT box                   | Orange Pi Zero 2                                                                                     |

## Galerie

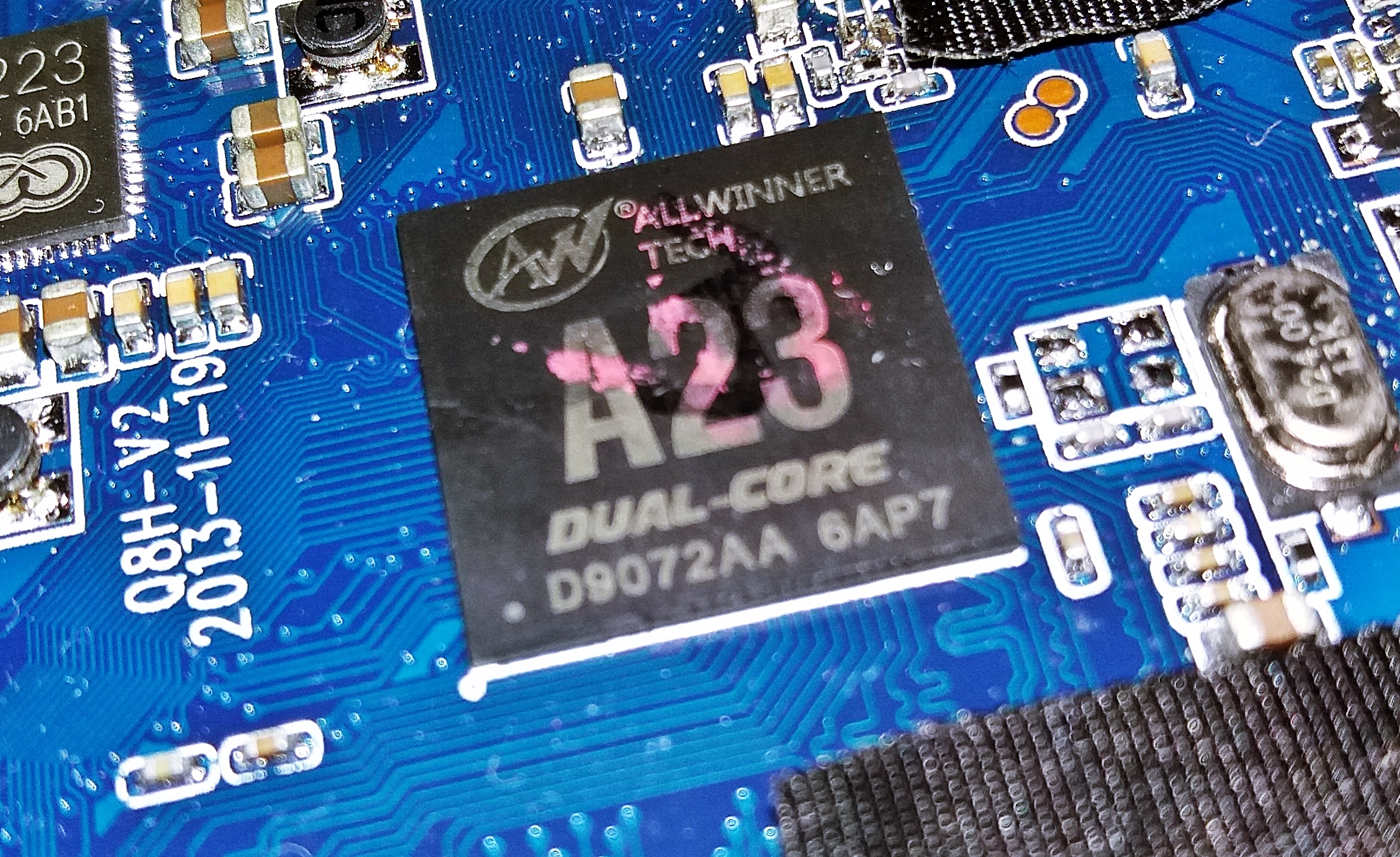
A23
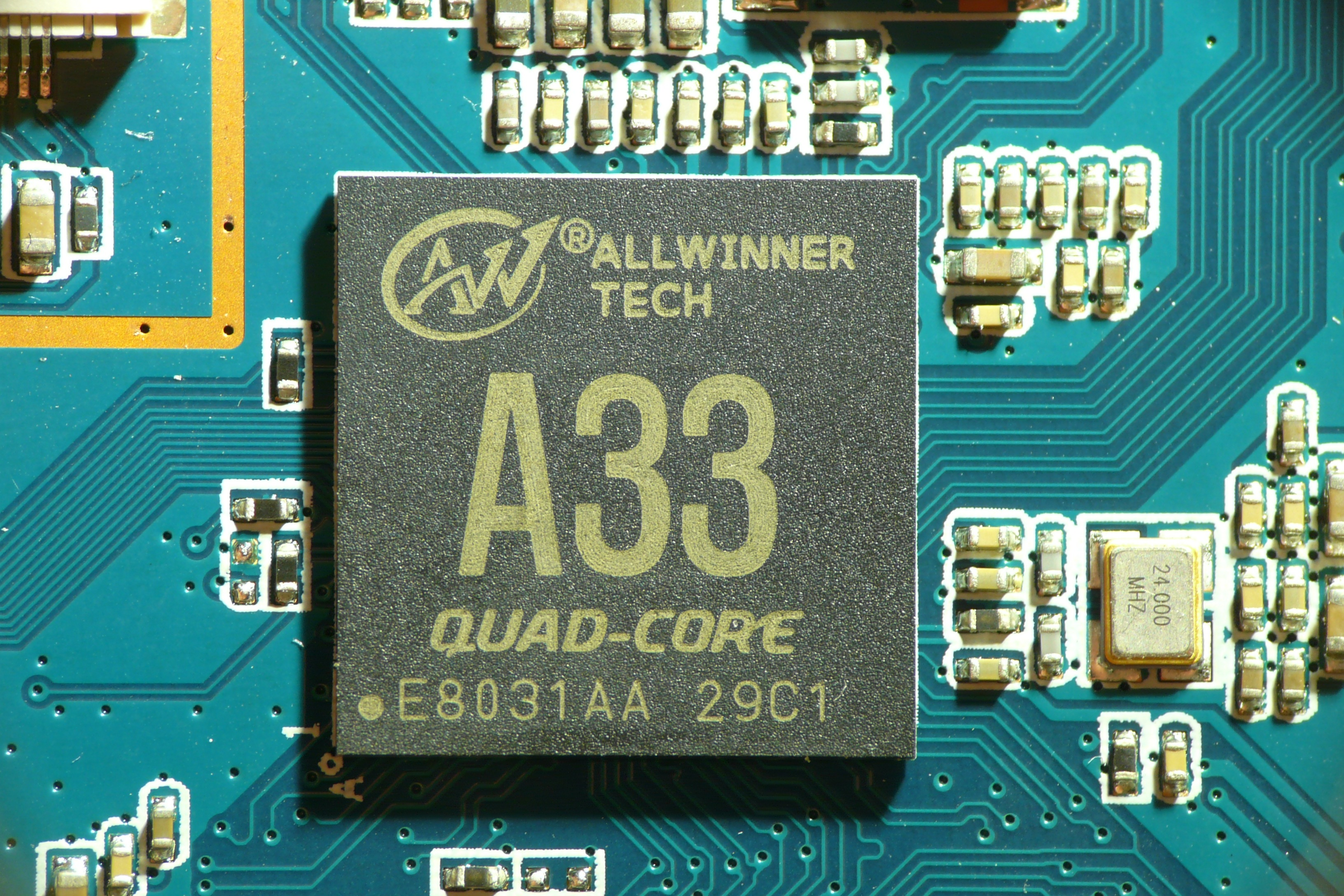
A33
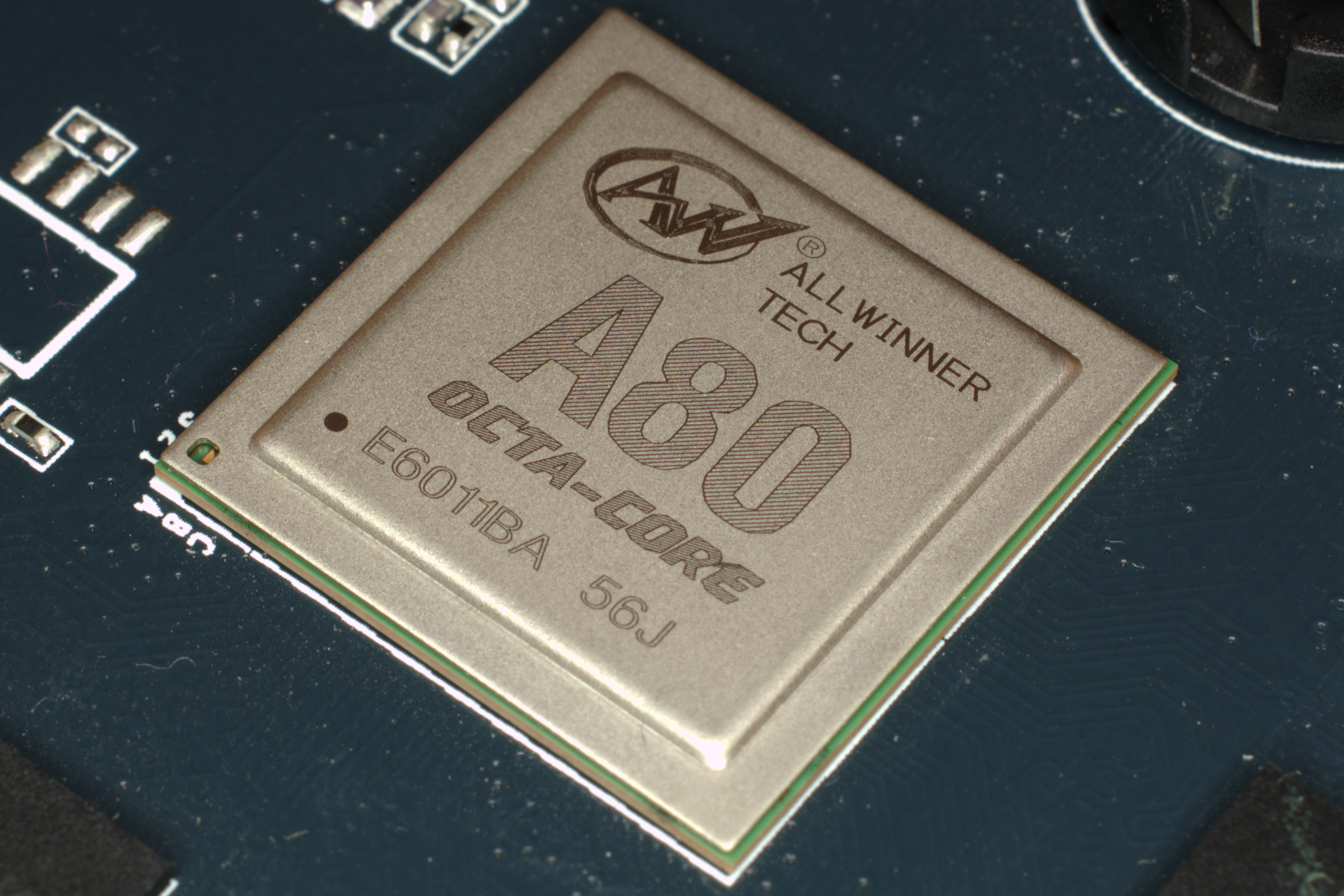
A80 (CubieBoard 4)
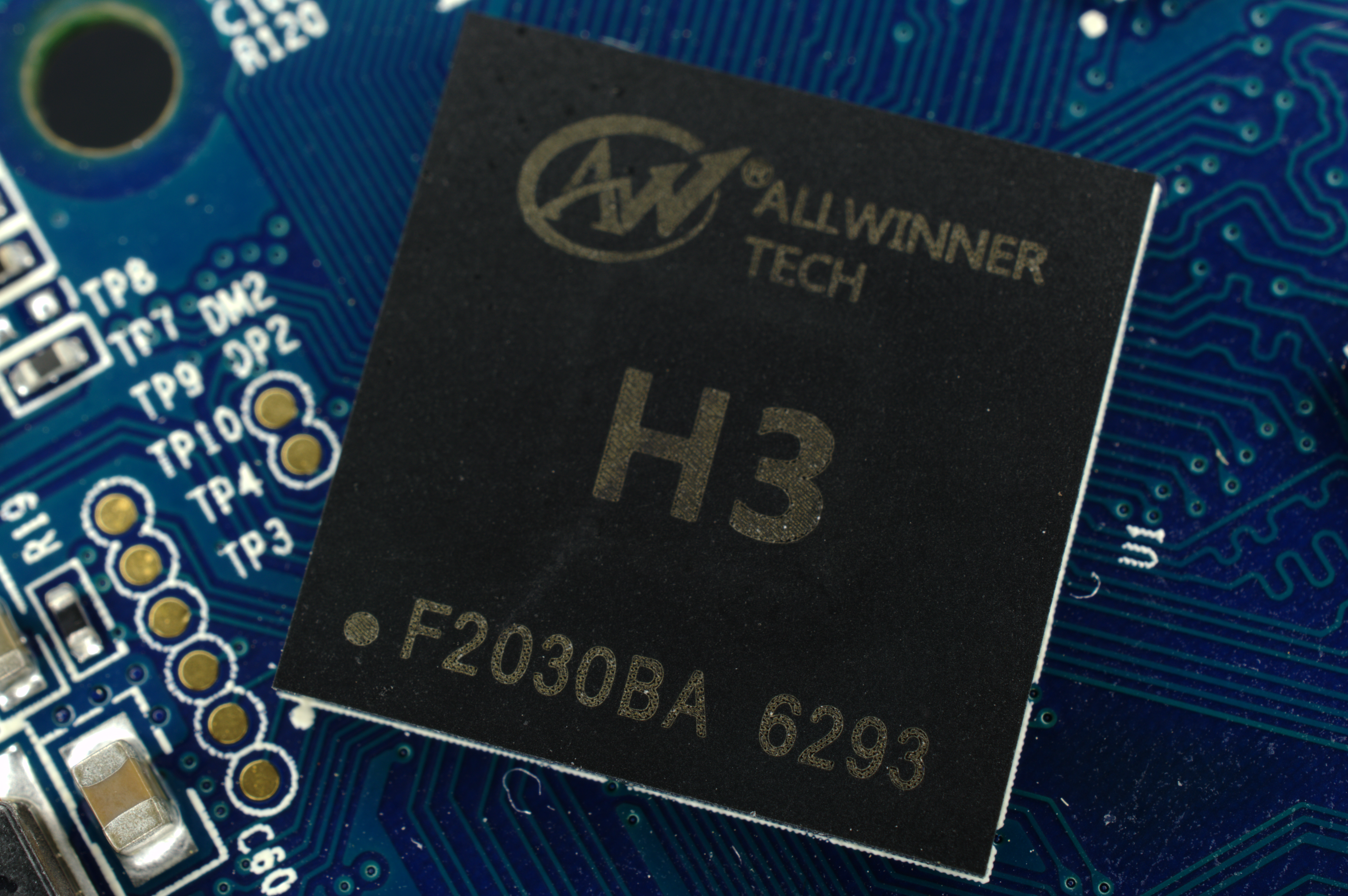
H3 (Orange Pi Plus)
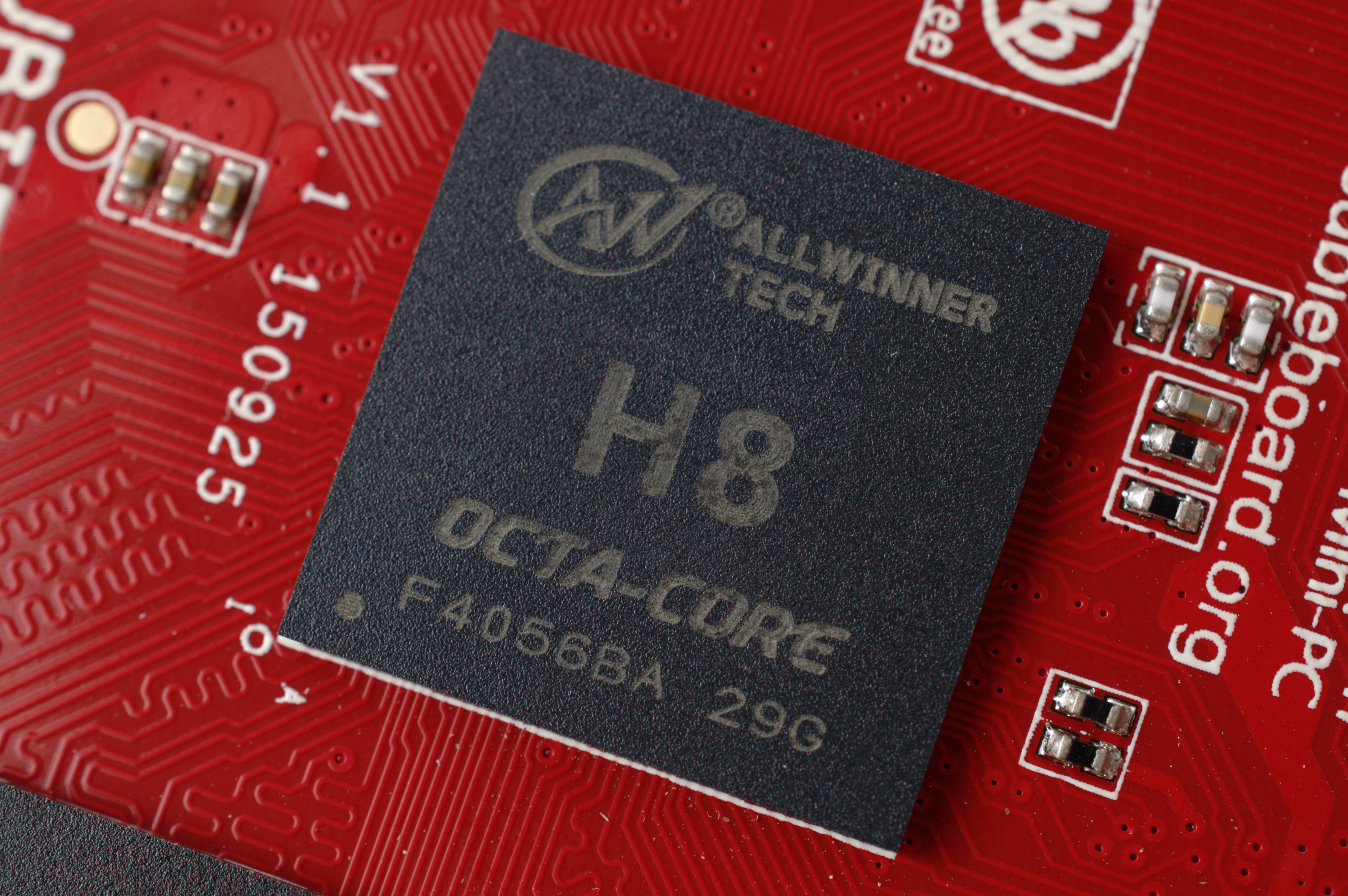
H8 (CubieTruck Plus)